# 제20기갑사단 (독일 국방군)
제20기갑사단은 제2차 세계대전 당시 나치 독일의 기갑사단이었다. 기갑사단을 2배로 증강하려는 아돌프 히틀러의 계획의 일환으로 제19보병사단의 병사와 장비 일부를 차출해 1940년 10월 15일 독일 에르푸르트에서 창설되었다.
제20기갑사단은 오로지 동부전선에서만 활동하였으며 모스크바와 쿠르스크 등지의 전투에 참여했다. 전쟁 말기인 1945년 5월에 체코슬로바키아에서 소련군과 미군에게 항복하였다.

## 부대 역사

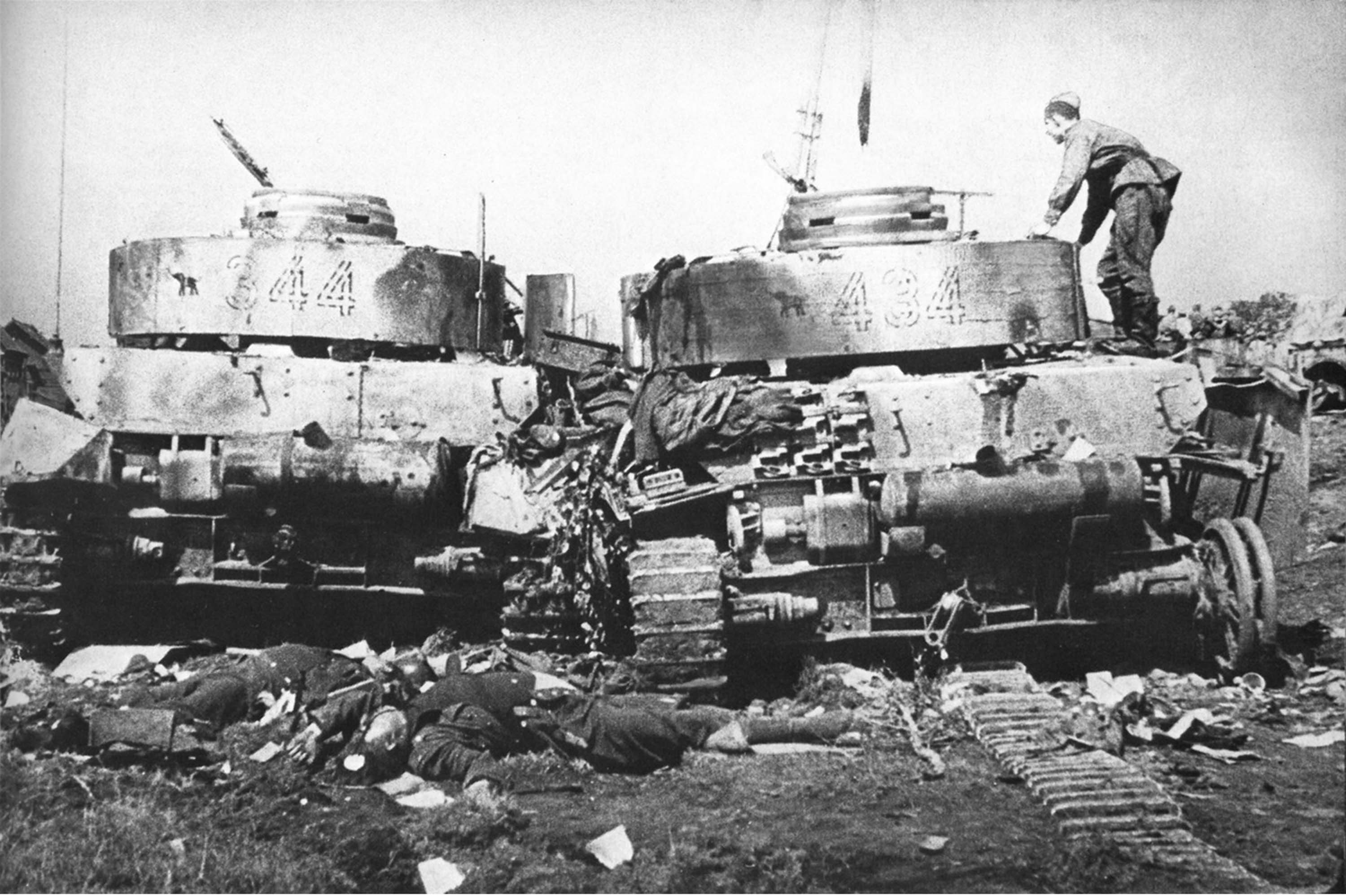

## 역대 지휘관
- 리터 폰 토마 중장 : 1940년 10월 ~ 1942년 6월
- 헤르만 폰 오펠른-브로니코프스키 중장 : 1944년 11월 ~ 1945년 5월

## 부대 편제
| 1941년 | 1942년 |
| - 20 저격병여단 - 59 저격병연대 - 1 저격병대대 - 2 저격병대대 - 112 저격병연대 - 1 저격병대대 - 2 저격병대대 - 20 오토바이저격병대대 - 21 전차연대 - 1 전차대대 - 2 전차대대 - 3 전차대대 - 92 포병연대 - 1 포병대대 - 2 포병대대 - 3 포병대대 - 20 수색대대 - Panzerjüger-Abteilung 92 - 92 공병대대 - 92 통신대대 | - 59 기갑척탄병연대 - 1 기갑척탄병대대 - 2 기갑척탄병대대 - 112 기갑척탄병연대 - 1 기갑척탄병대대 - 2 기갑척탄병대대 - 21 전차연대 - 1 전차대대 - 2 전차대대 - 92 기갑포병연대 - 1 기갑포병대대 - 2 기갑포병대대 - 3 기갑포병대대 - 20 기갑수색대대 - 295 지상대공포대대 - 92 대전차대대 - 92 기갑공병대대 - 92 기갑통신대대 |

## 기사십자장 수훈자
| 연도   | 날짜      | 이름                 |
| ------ | --------- | -------------------- |
| 1941년 | 7월 24일  | 헤르베르트 지몬      |
| 1941년 | 12월 24일 | 베르너 네베          |
| 1941년 | 12월 31일 | 벨헬름 토마          |
| 1941년 | 12월 31일 | 헤르만 팔레          |
| 1942년 | 1월 17일  | 헬무트 하르낙        |
| 1942년 | 5월 27일  | 하인리히 뤼트비츠    |
| 1943년 | 1월 22일  | 프리츠 브루처        |
| 1943년 | 1월 22일  | 헬무트 하르트        |
| 1943년 | 2월 8일   | 브루노 칼            |
| 1943년 | 8월 14일  | 루돌프 데메          |
| 1943년 | 8월 22일  | 헬무트 회틀링        |
| 1943년 | 11월 24일 | 쿠르트 하우데        |
| 1943년 | 12월 19일 | 프란츠 베게만        |
| 1943년 | 12월 28일 | 발렌틴 융            |
| 1943년 | 12월 28일 | 모르티머 케셀        |
| 1943년 | 12월 30일 | 파울 슐체            |
| 1944년 | 1월 1일   | 쿠르트 나데비츠      |
| 1944년 | 1월 24일  | 귄터 스테틴          |
| 1944년 | 2월 23일  | 게르하르트 크라프트  |
| 1944년 | 3월 12일  | 아돌프 비쇼프        |
| 1944년 | 3월 26일  | 요한 리거            |
| 1944년 | 8월 12일  | 한스 쇠나히          |
| 1944년 | 9월 12일  | 카를 하인츠 샤데     |
| 1944년 | 10월 6일  | 프리츠 콜만          |
| 1944년 | 10월 28일 | 헬무트 클레만        |
| 1945년 | 2월 14일  | 베른트 요아힘 말트잔 |
| 1945년 | 3월 20일  | 울리히 지겔러        |

## 같이 보기
- 사단 (군사)
- 동부 전선 (제2차대전)
- 제2차 세계 대전 중 독일군 사단 목록
- 군사 조직
- 전차, 기갑사단
- 독일 육군 (제2차대전), 독일 연방방위군 육군